# ستيف ودارد
ستيف ودارد (بالإنجليزية: Steve Woodard) هو لاعب كرة قاعدة أمريكي، ولد في 15 مايو 1975 في هارتسيل في الولايات المتحدة.

## وصلات خارجية
- ستيف ودارد على موقعبيزبول رفرنس.كوم (الدوري الرئيسي) (الإنجليزية)
- ستيف ودارد على موقعبيزبول رفرنس.كوم (الدوري الثانوي) (الإنجليزية)